# Ніколас Калогеропулос
Ніколас Калогеропулос (нар. 18 лютого 1945) — колишній грецький тенісист.
Найвищу одиночну позицію світового рейтингу — 108 місце досяг 26 вересня 1973 року.
Найвищим досягненням на турнірах Великого шолома було 4 коло в одиночному розряді.
Завершив кар'єру 1978 року.

## Фінали за кар'єру

### Парний розряд (3 поразки)
| Результат | W/L | Дата     | Турнір          | Покриття | Партнер        | Суперники                          | Рахунок       |
| --------- | --- | -------- | --------------- | -------- | -------------- | ---------------------------------- | ------------- |
| Поразка   | 0–1 | Тра 1968 | Рим, Італія     | Ґрунт    | Аллан Стоун    | Том Оккер Марті Ріссен             | 3–6, 4–6, 2–6 |
| Поразка   | 0–2 | Чер 1972 | Істборн, Англія | Трава    | Ендрю Паттісон | Хуан Хісберт стар. Мануель Орантес | 6–8, 3–6      |
| Поразка   | 0–3 | Лют 1974 | Бірмінгем, США  | Тверде   | Іван Моліна    | Ян Флетчер Сенді Меєр              | 6–4, 6–7, 1–6 |